# 大垣市立興文中学校
大垣市立興文中学校（おおがきしりつ こうぶんちゅうがっこう）は、岐阜県大垣市西崎町一丁目にある公立中学校。
大垣市立興文小学校と大垣市立西小学校が校下である。かつての大垣城の城下町一帯が校区である。
興文とは、大垣藩藩校の流れを汲む「興文郷学校」より。（詳しくは大垣市立興文小学校を参照）

## 学校の教育目標
- 聡明な人間
- 豊かな人間
- たくましい人間

## 学校行事
- 4月 入学式、始業式、3年実力テスト、前期生徒会認証式
- 5月 NRT、教育実習、1・2年宿泊研修
- 6月 3年実力テスト、1学期末テスト、3年宿泊研修
- 7月 財産交流会、終業式、1年学年登校日
- 8月 PTA奉仕作業、全校登校日
- 9月 始業式、岐阜大学教育実習、3年実力テスト、体育大会、後期生徒会選挙、後期生徒会認証式
- 10月 2学期中間テスト、生徒総会、学習発表会
- 11月 3年実力テスト、興文祭（合唱コンクール）、2学期末テスト
- 12月 財産交流会、終業式
- 1月 始業式、3年実力テスト、3年学年末テスト
- 2月 1・2年学年末テスト、伝統を引き継ぐ会
- 3月 卒業証書授与式、修了式、合唱部定期演奏会

## 部活動
- バスケットボール部　（男・女）
- バレーボール部　（女子）
- 野球部
- ハンドボール部　（男・女）
- サッカー部
- ソフトテニス部　（男・女）
- 剣道部　（男・女）
- 卓球部　（男・女）
- 合唱部
- 文化・芸術部

## 沿革
- 1947年（昭和22年） - 大垣市立興文中学校に改称する。
- 1948年（昭和23年） - 大垣市立東中学校と統合、大垣市立東興文中学校に改称する。
- 1949年（昭和24年） - 大垣市立興文中学校として再び独立する。大垣市室村町10丁目1番地に開校。
- 1951年（昭和26年） - 現在地に移転する。
- 1973年（昭和48年） - 難聴学級を開設する。
- 1981年（昭和56年） - 情緒障害学級を開設する。
- 2010年（平成22年）2月26日 - 第694回ローソン緑の基金による中庭植樹が行われる。[1]
- 2015年（平成27年） - 北舎北西に技術棟竣工

## 通学区域[2]
- 郭町1丁目、2丁目、3丁目、4丁目
- 郭町東1丁目、2丁目
- 御殿町1丁目、2丁目
- 丸の内1丁目、2丁目
- 高砂町1丁目、2丁目
- 東外側町2丁目
- 西外側町1丁目、2丁目
- 馬場町
- 西長町
- 鷹匠町
- 番組町1丁目、2丁目
- 室町1丁目、2丁目
- 鳩部屋町
- 桐ケ崎町
- 宮町1丁目、2丁目
- 北切石町1丁目、2丁目、3丁目
- 神田町1丁目、2丁目
- 西崎町1丁目、2丁目、3丁目、4丁目
- 室村町4丁目
- 室本町1丁目、2丁目、3丁目、4丁目、5丁目
- 見取町3丁目、4丁目
- 木戸町2丁目
- 木戸町
- 南一色町(296の6から296の50、319の1、319の9から319の38、545、546、550、558、593の3、593の6から593の24、619、683の1、683の5から683の81、722の3、722の6から722の11、724、725の1、726の3、728の1、729から732、737から739、740の1から740の8、745、748の1)
- 船町2丁目
- 木戸町
- 新馬場町
- 切石町1丁目、2丁目
- 日の出町1丁目、2丁目
- 宝和町

## 進学前小学校
- 興文小学校
- 西小学校（木戸町の一部、新馬場町、切石町1・2丁目、日の出町1・2丁目、宝和町）

## 交通機関
- 東海道本線・養老鉄道・樽見鉄道大垣駅より徒歩20分
- 養老鉄道西大垣駅より徒歩10分
- 養老鉄道室駅より徒歩5分
- 名阪近鉄バススイトピアセンター前バス停より徒歩1分

## 学校周辺
- 大垣市役所
- スイトピアセンター
- 大垣市立図書館
- 大垣城
- 大垣公園
- 濃飛護國神社
- 大垣八幡神社
- イビデン本社
- 日本合成化学工業
- 西公園庭球場